# 白い象の伝説

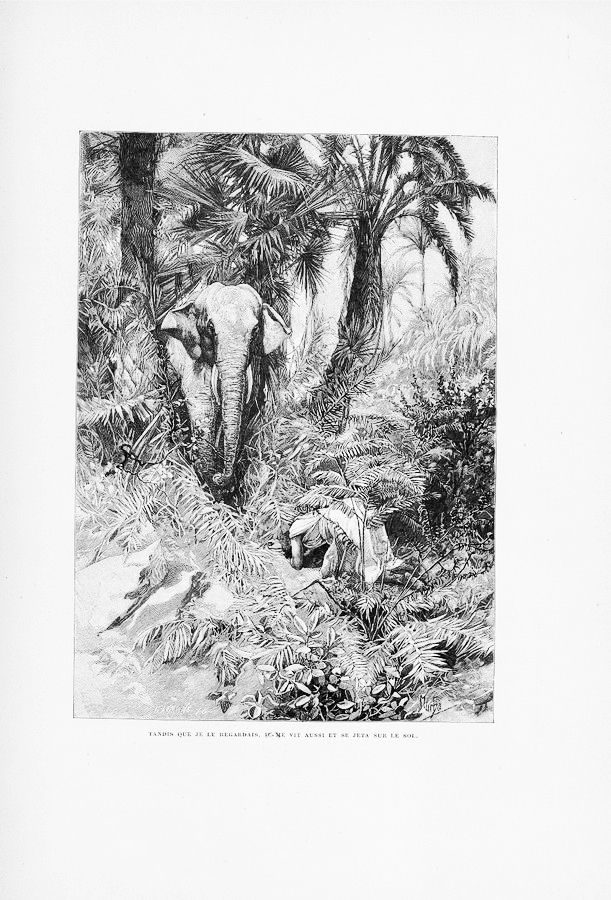
ミュシャによる白い象の伝説原画

『白い象の伝説』（しろいぞうのでんせつ、原題：Mémoires d'un éléphant blanc）は、ジュディット・ゴーティエ（Judith Gautier）の児童文学。1894年刊。アルフォンス・ミュシャによる多数の美しい挿絵でも有名。

## あらすじ
肌の色が違うばかりに仲間から忌み嫌われ、悲しく孤独な日々を送っていた白い象。ある日見知らぬ象に誘われて、故郷ラオスの森を出る。「白い象は神の生まれ変わり」と信じる王国での、人間たちの熱狂的な歓迎と贅沢な暮らし。戦では王子を救って敵陣を突破する大活躍を見せ、人間以上に信頼された白い象は、玉のような姫の養育係に任命される。大好きな姫のそばで幸福な日々を送る白い象。しかし姫が成長し、敵国との政略結婚が進められると、敵の王子に忌み嫌われた白い象は自ら王宮を去っていく。放浪の旅、酒飲みの主人に、波止場やサーカスでの重労働。愛情も幸福もない生活に絶望した白い象の前に、再び差し込んだ希望の光とは・・・。

## アルフォンス・ミュシャとの関連
- 初版は1894年で、パリのアルマン・コラン社から大型本で出版された。すでに同社の挿絵家として活躍していたアルフォンス・ミュシャが、インクと水彩で挿絵を描き、木口木版によって本に掲載された。この判型は再版がなく希少である。
- 1900年、同じくアルマン・コラン社から、単行本サイズの初版。サイズを縮小した形で、1894年の大型本と同じミュシャの挿絵が使われている。以降、単行本では十版程度の重版がされている。
- 1954年にオランダでオランダ語版が出版された際は、ミュシャの挿絵の中から数点が使用された。1913年にアメリカで英語版、2003年パリで再びフランス語原文が出版されているが、いずれもミュシャの挿絵は入っていない。
- 2005年に出版された日本語版では、アルフォンス・ミュシャのインク・水彩による原画多数をカラーで収録。ミュシャの原画そのものが挿絵に使われた、初めての版となった。

## 豆知識
- 著者のジュディット・ゴーティエは、詩人テオフィル・ゴーティエの娘。幼少から自宅サロンでフランスを代表する芸術家、作家らと交流をもっていた。カチュール・マンデスと結婚し、ピエール・ロティ、ヴィクトル・ユーゴー、リヒャルト・ワーグナーとは恋人関係にあった。
- 物語には、ラオス、タイ、インドを舞台に、アジアの情景・風俗・慣習が魅力たっぷりに織り込まれている。ジュディット・ゴーティエは、アジアを美しく詳細に描写した著作を数多く発表したが、実は一度もアジアの地を踏んだことはない。フランス領インドシナの誕生など、フランスがアジアに触手を伸ばしていた時代、アジアに関する多様な情報が入ってきていたこと。更に、ゴーティエ自身が17歳から中国人の家庭教師に付き、アジアに対する深い知識を持っていたからこそ可能であったといえる。
- アルフォンス・ミュシャによる原画のうち、22点が現在、堺市にある市立文化館アルフォンス・ミュシャ館に所蔵されている。
- アルフォンス・ミュシャの図録等では、ジュディット・ゴーティエをユディトまたはユディット・ゴーティエと表記しているものが多い。ユディト、ユディット等と発音するのはチェコ語やドイツ語であり、フランス人の名前表記としては誤りである。

## 邦訳
- 吉田文訳　アルフォンス・ミュシャ画『アルフォンス・ミュシャ復刻挿画本　白い象の伝説』ガラリエ・ソラ、2005年10月、ISBN 4990262603